# Sébastien Grignard
Sébastien Grignard (Mons, Región Valona, 29 de abril de 1999) es un ciclista belga que compite con el equipo Lotto Cycling Team.

## Biografía
Sébastien se convierte en ciclista profesional en 2021 con el equipo UCI World Tour Lotto Soudal, que lo contrató por dos años. En abril formó parte de la escapada del día en la Amstel Gold Race.
En abril de 2022 compitió en el Tour de Flandes, donde participó en la primera fuga.

## Palmarés
- Aún no ha conseguido victorias como profesional.

## Resultados en Grandes Vueltas
| Carrera | Carrera         | 2021 | 2022 | 2023  | 2024  | 2025  |
| ------- | --------------- | ---- | ---- | ----- | ----- | ----- |
|         | Giro de Italia  | —    | —    | —     | —     | —     |
|         | Tour de Francia | —    | —    | —     | 129.º | 144.º |
|         | Vuelta a España | —    | —    | 118.º | —     | —     |

—: no participa
Ab.: abandono

## Equipos
- Lotto (2021-)
  - Lotto Soudal (2021-2022)
  - Lotto Dstny (2023-2024)
  - Lotto Cycling Team (2025-)